# Kasteel Caputsteen
Kasteel Caputsteen is een kasteel in de Antwerpse stad Mechelen, gelegen aan de Caputsteenstraat 49-51 en 51A.

## Geschiedenis
Al in 1348 was sprake van een buitengoed van de familie Hooft ofwel Caput. Dit werd vermoedelijk eind 16e eeuw gesloopt en in 1641 herbouwd.
Omstreeks 1860 werd het kasteel enigszins vergroot en gerestaureerd in neotraditionele stijl. Naar ontwerp van Cyrille Van den Bergh werd het in 1908 verder vergroot in opdracht van Léon Van Diepenbeeck, die brouwer was. Toen werd ook een hovenierswoning gebouwd en in 1910 nog een koetshuis met stallen.
Uiteindelijk werd het kasteel benut als sociaal-cultureel centrum en onderwijsinstelling. In 1959 kwam ook een atheneum en een middenschool in het gebouw. In 1985 werd ook een directiegebouw op het terrein gebouwd.

## Gebouw
Door de vele verbouwingen kreeg het kasteel, dat een 17e-eeuwse kern bezit, een neotraditioneel uiterlijk. Er is een vierkant gebouw van drie verdiepingen met daarnaast een ronde traptoren aangebouwd. Daarnaast bevinden zich delen van twee bouwlagen, met ook een trapgevel.

## Interieur
In het interieur zijn nog enkele onderdelen van het 17e-eeuwse kasteel te zien, zoals een overwelfde kelder en balklagen. Er is een bel-etage met een in neogotische stijl ingerichte torenkamer.
- Inventaris van het Bouwkundig Erfgoed (Vlaanderen): 1404